# Cancelletto
Il cancelletto (#) è un simbolo di punteggiatura, costituito da segmenti paralleli incrociati, utilizzato prevalentemente nell'informatica. Viene solitamente confuso con il simbolo musicale ♯ (diesis), relativo anche al linguaggio di programmazione C#. Il codice Unicode del cancelletto è U+0023 mentre il suo valore ASCII in esadecimale è 23, in decimale è 35.
Il carattere è originato da un'antica abbreviatura latina (N maiuscola sbarrata) per indicare la parola numerus o numero e come tale si ritrova nelle carte manoscritte dei secoli passati. Negli Stati Uniti, in cui quest'uso è ancora vivo, è anche detto number sign ed è spesso utilizzato al posto del carattere №. Indica una posizione numerica o, per estensione, un numero ordinale: "#1" significa (e si pronuncia) number one, ovvero, per estensione, "primo".

## Storia
Si ritiene che il simbolo faccia risalire le sue origini al simbolo ℔, un'abbreviazione del termine romano libra pondo, che si traduce come "libbra di peso". Questa abbreviazione è stata stampata con un tipo di legatura dedicato, con una linea orizzontale trasversale, in modo che la lettera minuscola l non venisse scambiata per il numero 1. Infine, il simbolo è stato ridotto per chiarezza come una sovrapposizione di due tratti orizzontali "=" su due tratti simili a barre "//". Esempi di utilizzo per indicare le libbre esistono già nel 1850.
Il simbolo è descritto come il carattere "numero" in un trattato del 1853 sulla contabilità, e il suo doppio significato è descritto in un testo di contabilità del 1880. Il manuale di istruzioni della macchina da scrivere Blickensderfer modello 5 (circa 1896) sembra riferirsi al simbolo come "number mark". Alcune fonti statunitensi dell'inizio del XX secolo lo chiamano "segno numerico", sebbene questo potrebbe anche riferirsi al segno del numero. Un manuale del 1917 distingue tra due usi del segno: "numero (scritto prima di una cifra)"; e "pounds (scritte dopo una cifra)". L'uso della frase "pound sign" per fare riferimento a questo simbolo si usa dal 1932 negli Stati Uniti.
Per i dispositivi meccanici, il simbolo è apparso sulla tastiera della macchina da scrivere Remington Standard (1886 circa), ma non è stato utilizzato sulle tastiere utilizzate per la composizione. È apparso in molti dei primi codici della telescrivente e da lì è stato copiato in ASCII, che lo ha reso disponibile sui computer e quindi ha causato molti più usi per il carattere. Il simbolo è stato introdotto sul pulsante in basso a destra delle tastiere a toni nel 1968, ma quel pulsante non è stato ampiamente utilizzato fino all'avvento della posta vocale su larga scala (sistemi PBX, ecc.) nei primi anni '80.
Uno degli usi nei computer era etichettare il testo seguente come avente un'interpretazione diversa (come un comando o un commento) dal resto del testo. È stato adottato per l'uso nelle reti IRC (Internet Relay Chat) intorno al 1988 per etichettare gruppi e argomenti. Questo utilizzo ha ispirato Chris Messina a proporre un sistema simile da utilizzare su Twitter per taggare argomenti di interesse sulla rete di microblogging, questo è diventato noto come hashtag. Sebbene utilizzato inizialmente e più comunemente su Twitter, l'uso degli hashtag si è esteso ad altri siti di social media.

## Nomi del carattere
Number sign
Le società di apparecchiature telefoniche americane che servono i chiamanti canadesi spesso hanno un'opzione nella loro programmazione per denotare l'inglese canadese, che a sua volta istruisce il sistema a dire ai chiamanti il Number sign invece che pound.
Pound sign o pound
Pound sign o pound sono i nomi più comuni utilizzati negli Stati Uniti, dove il tasto "#" su un telefono è comunemente indicato come il tasto cancelletto o semplicemente cancelletto. Le istruzioni di composizione a un interno come # 77, ad esempio, possono essere lette come "cancelletto sette sette". Questo nome è usato raramente al di fuori degli Stati Uniti, dove il termine pound è inteso come simbolo di valuta £ per la sterlina inglese.
Hash
Nel Regno Unito e in Irlanda, è generalmente chiamato hash (probabilmente da hatch, riferito al tratteggio incrociato, sebbene la derivazione esatta sia controversa).
Hashtag o simbolo hashtag
La parola hashtag viene spesso utilizzata quando si leggono ad alta voce i messaggi dei social media, indicando l'inizio di un hashtag. Ad esempio, il testo "#foo" viene spesso letto ad alta voce come "hashtag foo" (al contrario di "hash foo"). Questo porta alla convinzione comune che il simbolo stesso si chiami hashtag. La documentazione di Twitter si riferisce ad esso come "il simbolo hashtag".
Hex
Hex è comunemente usato a Singapore e in Malesia, come parlato da molti menu registrati di assistenza per elenchi telefonici: "Inserisci il tuo numero di telefono seguito dalla chiave hex". Il termine hex è sconsigliato a Singapore a favore dell'hash. A Singapore, un hash è anche chiamato hex negli indirizzi degli appartamenti, dove precede il numero del piano.
Octothorp, octothorpe, octathorp, octatherp
La maggior parte degli studiosi crede che la parola sia stata inventata dai lavoratori dei Bell Telephone Laboratories nel 1968, che avevano bisogno di una parola per il simbolo sulla tastiera del telefono. Si dice che Don MacPherson abbia creato la parola combinando octo e il cognome di Jim Thorpe, un medaglia olimpica. Howard Eby e Lauren Asplund affermano di aver inventato la parola per scherzo nel 1964, combinando octo con la sillaba therp che, a causa del digrafo "th", era difficile da pronunciare in lingue diverse. The Merriam-Webster New Book of Word Histories, 1991, ha un lungo articolo che è coerente con il saggio di Doug Kerr, che dice che "octotherp" era l'ortografia originale e che la parola è nata negli anni '60 tra gli ingegneri telefonici come uno scherzo. Altre ipotesi per l'origine della parola includono il cognome di James Oglethorpe, o l'uso della parola inglese antico per villaggio, thorp, perché il simbolo sembra un villaggio circondato da otto campi. La parola fu resa popolare all'interno e all'esterno dei Bell Labs. La prima apparizione di "octothorp" in un brevetto statunitense è in un deposito del 1973. Questo brevetto si riferisce anche all'asterisco a sei punte (✻) utilizzato sui pulsanti del telefono come "sestile".
Diesis
L'uso del nome diesis (sharp in inglese) è dovuto alla somiglianza del simbolo con il glifo utilizzato nella notazione musicale, U + 266F (♯), come nel nome dei linguaggi di programmazione Microsoft C #, J # e F #. Microsoft afferma: "Non è il simbolo 'hash' (o 'pound') come crede la maggior parte delle persone. In realtà dovrebbe essere il simbolo musicale diesis. Tuttavia, poiché il simbolo diesis non è presente sulla tastiera standard, è più facile digitare il cancelletto (#). Il nome del linguaggio è, ovviamente, pronunciato "see sharp". Secondo l'ECMA-334 C # Language Specification, sezione 6, Acronimi e abbreviazioni, il nome del linguaggio è scritto "C #" (U + 0043) seguito dal # (U + 0023) e pronunciato "C diesis".
Quadrato
Occasionalmente utilizzato nel Regno Unito (ad esempio, a volte nelle pubblicazioni BT e nei messaggi automatici), specialmente durante l'era Prestel, quando il simbolo era un delimitatore di indirizzi di pagina. La specifica ITU-T E.161 3.2.2 dell'Unione internazionale delle telecomunicazioni afferma: "Il simbolo deve essere conosciuto come un 'quadrato' o il termine equivalente più comunemente usato in altre lingue". Formalmente, questo non è un cancelletto ma piuttosto un altro carattere, il quadrato ⌗.

## Utilizzo generico
- In un indirizzo URL il cancelletto rappresenta l'identificatore di frammento: i caratteri che seguono il simbolo rappresentano un nome di riferimento per la porzione di codice che deve essere visualizzata.
- Nel linguaggio di programmazione C introduce dei comandi noti come direttive del preprocessore.
- Nei fogli di stile il cancelletto indica un elemento html avente un id ad esso dichiarato.
- In alcuni linguaggi di programmazione (tra cui Perl e Python) indica la presenza di un commento.
- Nei social network, come ad esempio Twitter, Facebook e Telegram introduce l'hashtag.
- In matematica è usato in diversi contesti, ad esempio per indicare la cardinalità di un insieme o per la somma connessa di varietà o di nodi. Nella teoria dei numeri, n# indica comunemente il primoriale di n.
- Nella notazione algebrica degli scacchi denota lo scacco matto.
- È presente insieme all'asterisco nella tastiera dei telefoni cellulari. Può essere utilizzato per eseguire comandi sul telefono (ad esempio per ottenere l'IMEI o altri dati di fabbricazione) o effettuare richieste all'operatore mobile (come l'informazione del credito residuo). Viene inoltre solitamente utilizzato nei servizi di assistenza clienti per segnalare l'inserimento di una sequenza di cifre.
- In inglese americano il cancelletto che segue un numero in cifre sta a significare un peso espresso in libbre, ovvero pounds (ad esempio, "300#" significa "300 libbre"). Questo perché, in inglese americano, il cancelletto è anche chiamato pound sign.
- Nei file di configurazione di OpenVPN, il simbolo è usato per indicare l'inizio di un commento (remark)

Quando # precede un numero, viene letto come "numero". Una "matita"#2", ad esempio, indica "una matita numero due". Le abbreviazioni "No." e "№" sono usati comunemente e in modo intercambiabile.
Quando # è dopo un numero, viene letto come "libbra" o "libbre", che significa l'unità di peso. Il testo "sacchetto di farina 5 #" significherebbe "sacchetto di farina da cinque libbre". Le abbreviazioni "lb." e '℔' sono usati comunemente e in modo intercambiabile ma non sostituisce "£".
Quest'ultimo utilizzo è raro al di fuori del Nord America. Il segno non viene utilizzato per indicare le libbre come peso (per questo si usa lb o lbs), e certamente non per la valuta delle libbre. L'uso di # come abbreviazione di "numero" è tuttavia comune nella scrittura informale, ma l'uso in stampa è raro. Le macchine da scrivere britanniche avevano una chiave £ mentre le macchine da scrivere americane avevano una chiave #. Molti codici di computer e telescriventi (come BS 4730, la variante nazionale britannica del pacchetto di caratteri ISO / IEC 646) ha sostituito "£" al posto di "#" per rendere le versioni britanniche, quindi era comune visualizzare lo stesso codice binario #delle apparecchiature statunitensi e £britanniche. ("$" non è stato sostituito a causa di evidenti problemi se si è tentato di comunicare valori monetari).

## Utilizzo specifico

### Matematica
- In teoria degli insiemi, # S è la cardinalità dell'insieme S. Cioè, per un insieme {\displaystyle S=\{s_{1},s_{2},s_{3},\dots ,s_{n}\}}, in cui tutti gli {\displaystyle s_{i}} sono reciprocamente distinti, {\displaystyle \#S=n.}
- In topologia, A "#" B è la somma connessa delle varietà A e B, o dei nodi A e B nella teoria dei nodi.
- Nella teoria dei numeri, n # è il primoriale di n.

### Informatica
- In Unicode e ASCII, il simbolo ha un punto di codice come U + 0023 # e &num;in HTML5[38].
- In molti linguaggi di scripting e formati di file di dati, specialmente quelli che hanno avuto origine su Unix, #introduce un commento che va alla fine della riga[39]. La combinazione #!all'inizio di un file eseguibile è " shebang ", "hash-bang" o "pound-bang", usati per dire al sistema operativo quale programma usare per eseguire lo script (vedi magic number). Questa combinazione è stata scelta in modo che fosse un commento nei linguaggi di scripting.
  - #! è il simbolo della distribuzione CrunchBang Linux.
- Nel linguaggio di programmazione Perl, #viene utilizzato come modificatore della sintassi dell'array per restituire il numero di indice dell'ultimo elemento dell'array, ad esempio, l'ultimo elemento di un array si trova in $array[$#array]. Il numero di elementi nell'array è $#array + 1, poiché gli array Perl utilizzano per impostazione predefinita gli indici a base zero. Se l'array non è stato definito, anche il ritorno è indefinito. Se la matrice è definito ma non ha avuto alcun elemento assegnati, ad esempio @array = (), poi $#arrayritorna −1. Vedere la sezione sulle funzioni degli array nell'articolo sulla struttura del linguaggio Perl.
- In entrambi i preprocessori C e C ++, così come in altri linguaggi sintatticamente simili al C, #viene utilizzato per avviare una direttiva del preprocessore. All'interno delle macro, dopo #define, viene utilizzato per vari scopi; ad esempio, il doppio cancelletto ##viene utilizzato per la concatenazione dei token.
- Nelle shell Unix, #è posizionato per convenzione alla fine di un prompt dei comandi per indicare che l'utente sta lavorando come root.
- #viene utilizzato in un URL di una pagina web o altra risorsa per introdurre un "identificatore di frammento", un id che definisce una posizione all'interno di quella risorsa. Ad esempio, nell'URL https://en.wikipedia.org/wiki/Number_sign#In_computingla parte dopo la #(In_computing) è l'identificatore del frammento, in questo caso denota che il display dovrebbe essere spostato per mostrare il tag contrassegnato da <span id="In_computing">...</span>nell'HTML[40].
- Internet Relay Chat: sui server (IRC), #precede il nome di ogni canale disponibile su un'intera rete IRC.
- Nei blog, a #volte è usato per denotare un permalink per quella particolare voce di weblog.
- Nei linguaggi di markup leggeri, come wikitext, #viene spesso utilizzato per introdurre elementi di elenchi numerati.
- #è utilizzato nei linguaggi di programmazione Modula-2 e Oberon progettati da Niklaus Wirth e nel linguaggio Component Pascal derivato da Oberon per denotare il simbolo di non uguale, come sostituto del segno di disuguale matematico ≠, essendo più intuitivo di <>o !=. Per esempio:IF i # 0 THEN...
- In OCaml, #è l'operatore utilizzato per chiamare un metodo.
- In Common Lisp[41], # è un carattere macro di lettura per l'invio utilizzato per estendere la sintassi dell'espressione S con scorciatoie e supporto per vari tipi di dati (numeri complessi, vettori e altro).
- In Scheme, #è il prefisso per una certa sintassi con un significato speciale.
- In Standard ML, #quando prefissato al nome di un campo, diventa una funzione di proiezione (funzione per accedere al campo di un record o di una tupla); inoltre, #antepone una stringa letterale per trasformarla in un carattere letterale.
- In Mathematica la sintassi, #quando viene utilizzata come variabile, diventa una funzione pura (un segnaposto che viene mappato su qualsiasi variabile che soddisfi le condizioni).
- In LaTeX, #quando si antepone un numero, fa riferimento a un argomento per un comando definito dall'utente. Per esempio \newcommand{\code}[1]{\texttt{#1}}.
- In Javadoc[42], # viene utilizzato con il tag @seeper introdurre o separare un campo, un costruttore o un membro del metodo dalla sua classe che lo contiene.
- In alcuni dialetti del linguaggio assembly, #viene utilizzato per indicare l'indirizzamento in modalità immediata, ad esempio LDA #10, che significa "carica l'accumulatore A con il valore 10" nel linguaggio assembly MOS 6502.
- in HTML, CSS, SVG e altre applicazioni informatiche #viene utilizzato per identificare un colore specificato in formato esadecimale, ad esempio #FFAA00. Questo utilizzo deriva dalle specifiche del colore X11, che lo ereditavano dai primi dialetti assembler che utilizzavano #come prefisso costanti esadecimali, ad esempio: ZX Spectrum Z80 assembly[43].
- In Be-Music Script, ogni riga di comando inizia con #. Le righe che iniziano con caratteri diversi da "#" vengono trattate come commenti.
- L'uso del simbolo hash in un hashtag è un fenomeno ideato da Chris Messina e reso popolare dal social network Twitter, come un modo per dirigere conversazioni e argomenti tra gli utenti. Ciò ha portato a una tendenza sempre più comune a riferirsi al simbolo stesso come "hashtag"[44].
- Nei linguaggi di programmazione come PL / 1 e Assembler utilizzati sui sistemi mainframe IBM, nonché JCL (Job Control Language), #(insieme a $e @) vengono utilizzati come lettere aggiuntive negli identificatori, nelle etichette e nei nomi dei set di dati.
- In J, #è la funzione Tally o Count[45], e analogamente in Lua, #può essere utilizzata come scorciatoia per ottenere la lunghezza di una tabella o per ottenere la lunghezza di una stringa. A causa della facilità di scrivere "#" su nomi di funzioni più lunghi, questa pratica è diventata uno standard nella comunità Lua.
- In Dyalog APL, #è un riferimento allo spazio dei nomi radice mentre ##è un riferimento allo spazio dei nomi padre dello spazio corrente.

### Altri usi
- Notazione algebrica per gli scacchi: un cancelletto dopo una mossa denota scacco matto.
- Trascrizione della lingua dei segni americana: l'hash che precede una parola con lettere maiuscole identifica un segno di ortografia lessicale, con una sorta di miscele o gocce di lettere. Le parole tutte in maiuscolo senza prefisso vengono utilizzate per le parole inglesi standard che sono scritte con le dita nella loro interezza[46].
- Simboli di note a piè di pagina (o simboli di note di chiusura): a causa della pronta disponibilità in molti caratteri e direttamente sulle tastiere dei computer, negli ultimi anni "#" e altri simboli (come il cursore) hanno iniziato a essere occasionalmente utilizzati nei cataloghi e nei rapporti al posto di altri simboli tradizionali (specialmente obelisco, doppio obelisco, piede di mosca).
- Fonologia linguistica: # indica il confine di una parola. Ad esempio, /d/ → [t] / _#significa che / d / diventa [t] quando è l'ultimo segmento di una parola (cioè quando appare prima del confine di una parola).
- Sintassi linguistica: un cancelletto prima di una frase di esempio indica che la frase è semanticamente mal formata, sebbene grammaticalmente corretta. Ad esempio, "#Lo spazzolino è incinta" è una frase grammaticalmente corretta, ma il significato è strano[47].
- Delimitatore di farmaci su prescrizione medica: in alcuni paesi, come la Norvegia o la Polonia, # viene utilizzato come delimitatore tra diversi farmaci su prescrizione medica.
- Stenografia medica: l'hash è spesso usato per indicare una frattura ossea[48]. Ad esempio, "#NOF" viene spesso utilizzato per " collo del femore fratturato ". Nella radioterapia, una dose completa di radiazioni viene suddivisa in dosi più piccole o "frazioni". A questi viene data l'abbreviazione # per indicare il numero di trattamenti in una prescrizione (ad es. 60Gy in 30 #) o il numero della frazione (# 9 di 25).
- Comunicati stampa: la notazione ### denota "fine", ovvero che non ci sono ulteriori copie in arrivo[49].
- Come segno di correzione, per indicare che è necessario inserire uno spazio[50].
- Pubblicazione: quando si invia un manoscritto di fantascienza per la pubblicazione, un segno numerico su una riga (rientrato o centrato) indica un'interruzione di sezione nel testo[51].
- Scrabble: mettere un cancelletto dopo una parola indica che la parola si trova negli elenchi di parole britannici, ma non negli elenchi del Nord America[52].
- Televideo e sottotitoli DVB (nel Regno Unito e in Irlanda): il simbolo cancelletto viene utilizzato per contrassegnare il testo cantato da un personaggio o ascoltato nella musica di sottofondo, ad es. # Perché è un brav'uomo #
- Il movimento fascista rumeno e il partito politico Iron Guard hanno utilizzato il simbolo # modificato come identità. Il simbolo # è stato modificato con l'aggiunta di una croce greca al centro del simbolo #.

## Unicode
In Unicode vengono assegnati diversi caratteri #. Altri nomi attestati in Unicode sono: pound sign, hash, crosshatch, octothorpe.
| Anteprima                           | #           | #           | ＃                    | ＃                    | ﹟                | ﹟                |
| ----------------------------------- | ----------- | ----------- | --------------------- | --------------------- | ----------------- | ----------------- |
| Nome Unicode                        | number sign | number sign | fullwidth number sign | fullwidth number sign | small number sign | small number sign |
| Codifiche                           | decimale    | esadecimale | decimale              | esadecimale           | decimale          | esadecimale       |
| Unicode                             | 35          | U + 0023    | 65283                 | U + FF03              | 65119             | U + FE5F          |
| UTF-8                               | 35          | 23          | 239 188 131           | EF BC 83              | 239185159         | EF B9 9F          |
| GB 18030                            | 35          | 23          | 163                   | A3 A3                 | 169 124           | A9 7C             |
| Riferimento ai caratteri numerici   | & # 35;     | & # x23;    | & # 65283;            | & # xFF03;            | & # 65119;        | & # xFE5F;        |
| Riferimento a un carattere nominato | & num;      | & num;      |                       |                       |                   |                   |
| ASCII ed estensioni                 | 35          | 23          |                       |                       |                   |                   |
| EBCDIC (037, 500, UTF)              | 123         | 7B          |                       |                       |                   |                   |
| EBCDIC (1026)                       | 236         | CE          |                       |                       |                   |                   |
| Shift JIS                           | 35          | 23          | 129 148               | 81 94                 |                   |                   |
| EUC-JP                              | 35          | 23          | 161 244               | A1 F4                 |                   |                   |
| EUC-KR/UHC                          | 35          | 23          | 163                   | A3 A3                 |                   |                   |
| Big5                                | 35          | 23          | 161 173               | A1 AD                 | 161 204           | A1 CC             |
| EUC-TW                              | 35          | 23          | 161 236               | A1 CE                 | 162 173           | A2 AD             |
| LaTeX                               | \ #         | \ #         |                       |                       |                   |                   |

| Anteprima                         | #                            | #                              |
| --------------------------------- | ---------------------------- | ------------------------------ |
| Nome Unicode                      | Keycap number sign           | Keycap number sign             |
| Codifiche                         | decimale                     | esadecimale                    |
| Unicode                           | 35 65039 8419                | U + 0023 + FE0F + 20E3         |
| UTF-8                             | 35239184143226131163         | 23 EF B8 8F E2 83 A3           |
| GB 18030                          | 35132 49130 53129 54184 54   | 23 84 31 82 35 81 36 B8 36     |
| Riferimento ai caratteri numerici | & # 35; & # 65039; & # 8419; | & # x23; & # xFE0F; & # x20E3; |
| Shift JIS (NTT Docomo)            | 249 133                      | F9 85                          |
| Shift JIS (SoftBank 3G)           | 247 176                      | F7 B0                          |
| Shift JIS (au di KDDI)            | 244 137                      | F4 89                          |
| JIS a 7 bit (au di KDDI e altri)  | 123 105                      | 7B 69                          |
| Shortcode emoji                   | : hash:                      | : hash:                        |

Sono inoltre assegnati almeno tre segni numerici ortograficamente distinti da altre lingue:
- U + 0600 ؀ cancelletto arabo (HTML &#1536;)
- U + 0BFA ௺ cancelletto Tamil (HTML &#3066;)
- U + 110BD cancelletto Kaithi (HTML &#69821;)

## Sulle tastiere
Sul layout di tastiera standard degli Stati Uniti, il simbolo # è ⇧Shift + 3. Sulle tastiere standard del Regno Unito e di alcune altre tastiere europee, le stesse sequenze di tasti producono il segno della sterlina (sterlina), il simbolo £, e # può essere spostato su un tasto separato sopra il tasto Maiusc destro. Se non c'è la chiave, il simbolo può essere prodotto su Windows con Alt + 3 5, su Mac OS con ⌥Opt + 3e su Linux con Compose + +.

## Galleria d'immagini

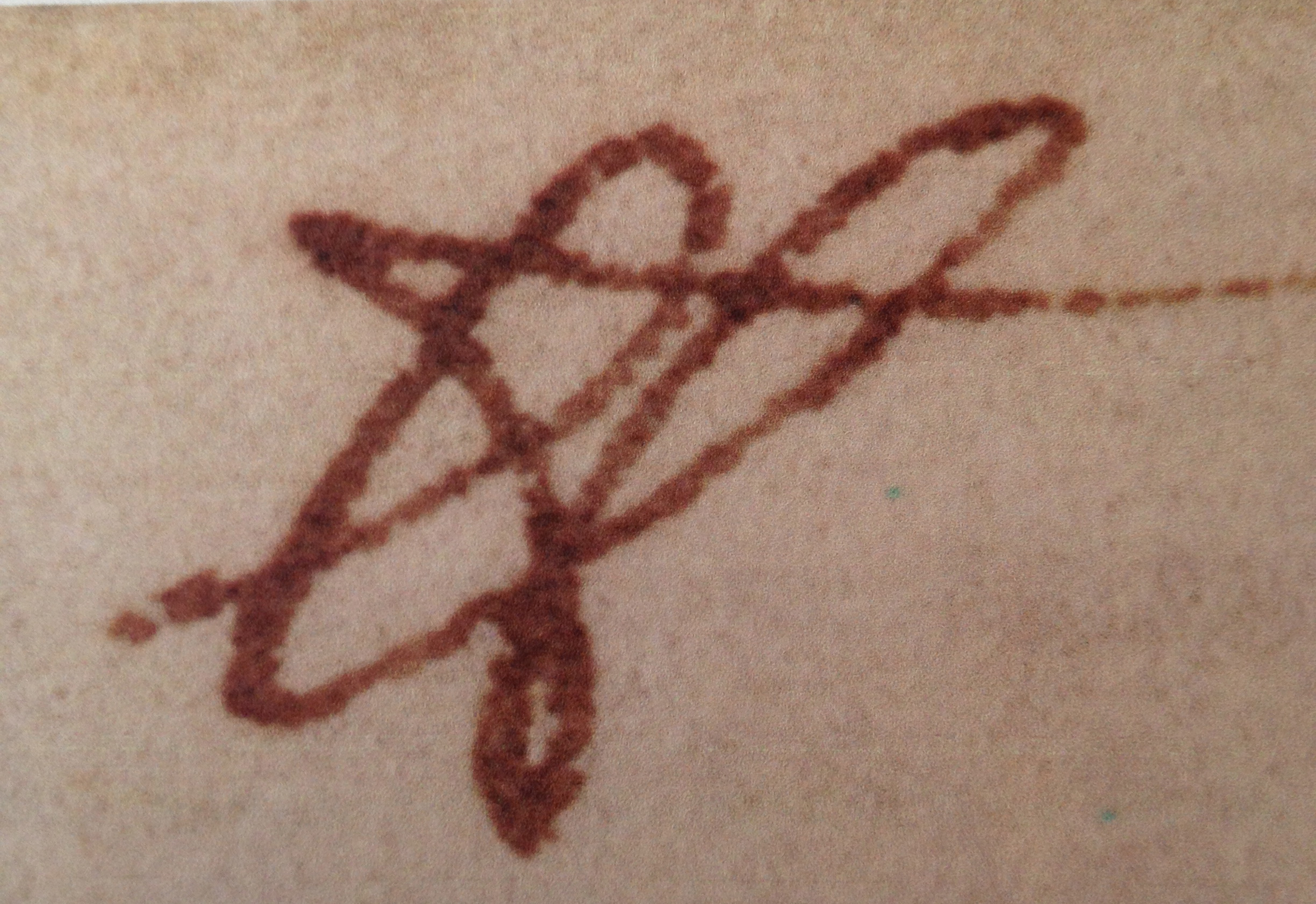
L'abbreviazione scritta da Isaac Newton, che mostra l'evoluzione da "℔" a "#"
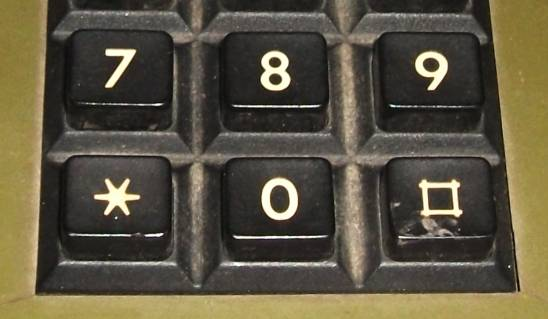
Particolare di una tastiera telefonica. Il cancelletto è in basso a destra
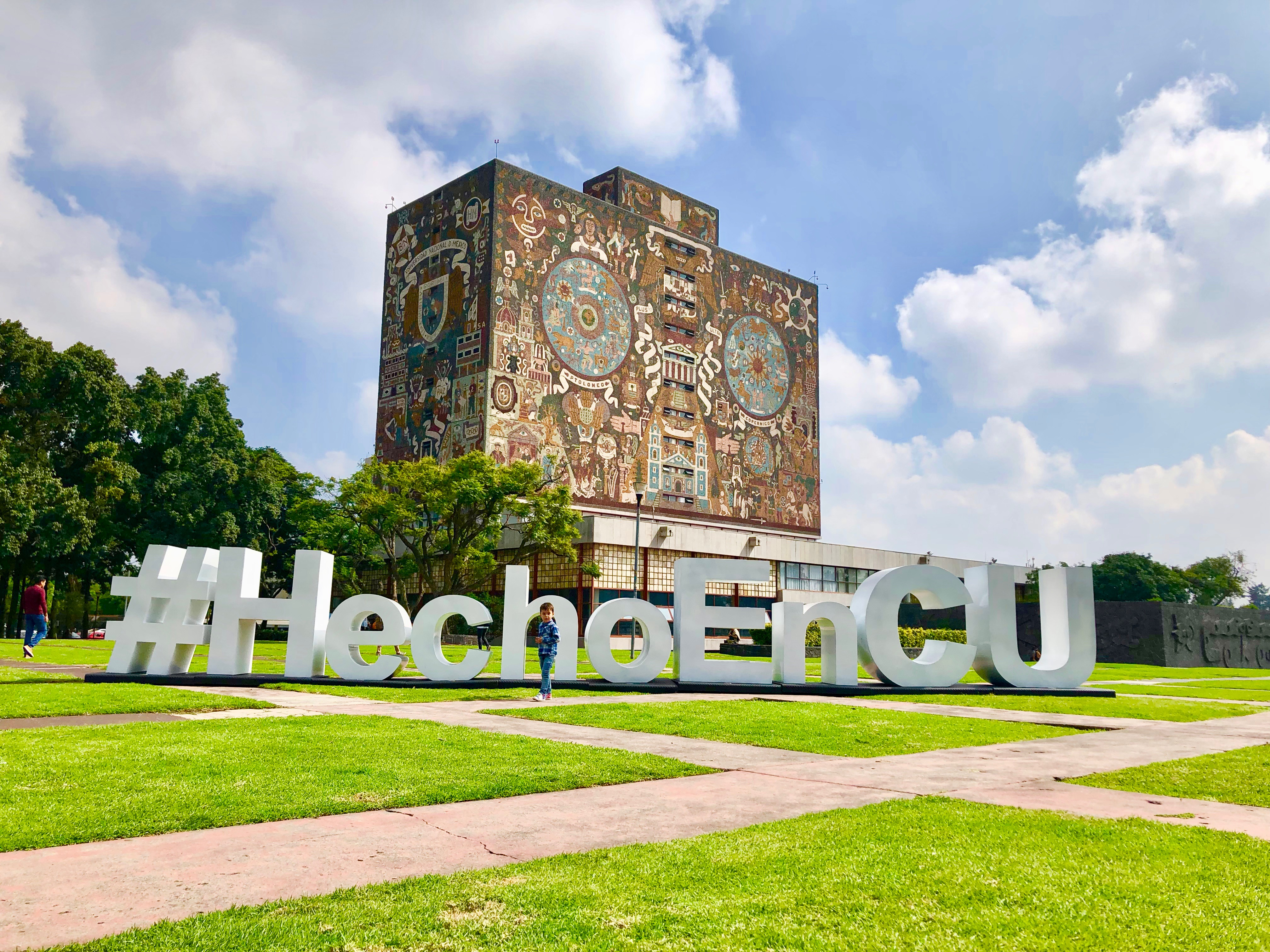
Esempio di uso del cancelletto nel marketing